# Partido Outubrista
O Partido Outubrista (Russian: Октябристы) foi um partido político não-revolucionário centrista russo, formalmente chamado União de 17 de outubro. O programa do partido era de um moderado constitucionalismo seguindo o desejo do czar Nicholas II no seu Manifesto de Outubro, publicado no auge da Revolução Russa de 1905.
Fundado no final de outubro de 1905 o partido foi liderado pelo industrial Alexander Guchkov e atraiu o apoio da nobreza centrista-liberal, empresários e alguns burocratas.
Ao contrário de seu vizinho imediato a Esquerda, o Partido Constitucional Democrata, os outubristas estavam firmemente comprometidos com um sistema de monarquia constitucional. Ao mesmo tempo em que enfatizavam a necessidade de um Parlamento forte.
Os outubristas não obtiveram bons resultados nas eleições de 1906 para a  Primeira Duma e nem na Segunda Duma. No entanto, após a dissolução da Segunda Duma em 3 de junho de 1907, a lei eleitoral foi alterada em favor de classes proprietárias e o partido formou a maior facção na Terceira Duma (1907–1912). O aparente fracasso do partido para aproveitar essa maioria e incapacidade de influenciar a política do governo levou a uma cisão no partido resultando em uma facção menor na Quarta Duma (1912–1917).
Vários de seus membros proeminentes, particularmente Guchkov e Mikhail Rodzianko, continuaram a desempenhar um papel significativo na política russa até 1917, quando eles foram fundamentais para convencer Nicolau II a abdicar durante a Revolução de Fevereiro e na formação do governo provisório russo. Com a queda da Dinastia Romanov em março, o partido passou a fazer parte no primeiro Governo Provisório.
Alguns membros do partido mais tarde participaram do Exército Branco, após a Revolução de Outubro e durante a Guerra Civil Russa (1918-1920).

## Resultados eleitorais
| Data    | Votos | %   | Deputados | +/- | Status   |
| ------- | ----- | --- | --------- | --- | -------- |
| 1906    | N/D   | N/D | 13 / 478  |     | Oposição |
| 01/1907 | N/D   | N/D | 32 / 518  | 19  | Oposição |
| 10/1907 | N/D   | N/D | 154 / 509 | 122 | Governo  |
| 1912    | N/D   | N/D | 98 / 434  | 56  | Oposição |